# Лингу
Храм Лингу (кит. упр. 灵谷寺, пиньинь Línggŭ Sì, палл. Лингу Сы, букв. «Храм Долины духов») — буддийский храм в Нанкине, на южном склоне горы Цзыцзинь (紫金, Гора Пурпурного Золота).

## История
Первоначально храм (называвшийся тогда Кайшань Сы, 开善寺) был построен около 515 г.н. э., при императоре У-ди династии Лян, на холме Дулунфу (Холм Одинокого Дракона), находящемся около двух километров к западу от современного расположения храма. В танскую эпоху храм был переименован в Баогун Шэньюань (宝公神院), в сунскую и юаньскую он был известен как Тайпинсингуо Сы (太平兴国寺). После свержения монгольского ига и установления минской династии храм получил название Цзяншань Сы (蒋山寺).
В нём содержались священные останки монаха Сюаньцзана.
В 1376 г, при императоре Хунъу (Чжу Юаньчжане) храм был переведен на нынешнее место, чтобы освободить фронт работ для строительства императорского мавзолея Сяолин (начавшегося в 1381 г). Тогда же храм получил и его современное название.
Большинство сооружений храма были разрушены во время тайпинской войны в середине XIX века; от минского периода сохранился лишь зал Улян Дянь (无梁殿) — знаменитая «Палата без стропил», названная так потому что она построена без деревянных материалов, и её крышу, в отличие от большинства традиционных китайских зданий, не поддерживают деревянные стропила. В 1867 г. была построена Палата драконового бога (Луншэнь Дянь, 龙神殿).
В 1929 году рядом с храмом была построена железобетонная пагода Лингу 60,5 м высотой в память о воинах, погибших в Северном походе.
Мавзолей Сунь Ятсена находится в нескольких сотнях метрах к западу от храма.